# Gobin de Reims
Gobin de Reims o Reins (fl. XIII secolo) è stato un troviero del XIII secolo, probabilmente di Reims.
Scrisse (forse) due satire contro le donne: On soloit ça en arrier e Pour le tens qui verdoie, entrambe attribuite a lui nello Chansonnier de l'Arsenal e nei manoscritti correlati. Altrove, tuttavia, Jehan d'Auxerre rivendica la paternita della seconda. Inoltre, i vari manoscritti, che di solito differiscono solo leggermente, conservano melodie ampiamente divergenti di On soloit. Nello Chansonnier de l'Arsenal la melodia è sillabica e simmetrica, dentro il campo di una quinta. 

## Fonti
- (EN)  Karp, T. C. "Gobin de Reims." Grove Music Online. Oxford Music Online. (url consultato il 20 settembre 2008).